# Sirá
Sirá (en allemand : Sira, auparavant Syra) est une commune du district de Rokycany, dans la région de Plzeň, en République tchèque. Sa population s'élevait à 149 habitants en 2021.

## Géographie
Sirá se trouve à 14 km au nord-est de Rokycany, à 28 km à l'est-nord-est de Plzeň et à 58 km à l'ouest-sud-ouest de Prague.
La commune est limitée par Plískov et Zbiroh au nord, par Cekov à l'est, par Mýto au sud et par Těškov et Lhota pod Radčem à l'ouest.

## Histoire
La première mention écrite du village date de 1462.

## Transports
Par la route, Sirá se trouve à 6 km de Zbiroh, à 19 km de Rokycany, à 33 km de Plzeň et à 64 km de Prague. 